# Diamesa insidiosa
Diamesa insidiosa är en tvåvingeart som beskrevs av Serra-tosio 1983. Diamesa insidiosa ingår i släktet Diamesa och familjen fjädermyggor.
Artens utbredningsområde är Nepal. Inga underarter finns listade i Catalogue of Life.